# Емил Цеински
Емѝл Марѝнов Цѐински е български художник – иконописец, който живее и твори в Италия.

## Биография
Емил Цеински е роден на 30 август 1956 г. в град Белоградчик, България. Израсъл е в село Праужда, близо до Белоградчик, сред прекрасната природа на планината. Завършва Художествената гимназия в София. Възпитан в любов към Бога от семейството си, постъпва в Духовната академия в София, впоследствие 8 месеца е послушник в Рилския манастир, по-късно работи при иконографи в Гърция, където рисува икони и изучава различни стилове и школи. Техниката, която използва, е традиционната в иконописта – яйчна темпера: жълтък и пигменти, бои на прах.
През 1991 г. се установява в Италия, където творчеството му на художник добива своя разцвет. Има самостоятелни изложби в Монтевекия, Милано, Берн, Париж, Верона, Асизи, Ферара, базиликата „Св. Климент“ в Рим и много други    .
Емил Цеински, освен иконописите, създава и графики. Тематиката е не само религиозна, но и модерна.